# Tahdib Al-Ahkam
Tahdib al-Ahkam (en árabe: تهذيب الاحكام في شرح المقنيعة, Tahdīb al-Ahkām fī Sharh al-Muqnī’ah) es una compilación de hadices del erudito chiita imamí Abu Yafar Muhammad ibn Hasan Tusi, más conocido como Sheij Tusi. Esta obra está incluida dentro de los Cuatro Libros del Islam Chiita, junto a su otra obra Al-Istibsar. Es un comentario de Al-Muqni’ah, escrito por Sheij al-Mufid.

## El autor
Abu Yafar Muhammad Ibn Hasan Tusi (en persa: ابو جعفر محمد ابن حسن طوسی), también conocido como Sheij al-Ta’ifa (en árabe: شيخ الطائفة) o Sheij al-Tusi (en árabe: شيخ الطوسي), nació en Tus (actual Irán) en el año 996 d. C. Fue un académico chiita persa, autor de dos de los Cuatro Libros (Tahdib al-Ahkam y Al-Istibsar). Murió en la ciudad de Náyaf en 1067 d. C.

## Contexto de la obra
De acuerdo con Alí Nasiri, cuando Al-Tusi se mudó a Bagdad y empezó a participar en las clases del Sheij al-Mufid, encontró diversas narraciones contradictorias. Por tanto, escribió el libro basándose en Al-Muqni’ah de Al-Mufid para resolver la crisis de contradicciones del seminario chiita. Nasiri dio tres razones: la dignidad de Al-Mufid, la visión chiita de la que partía Al-Muqni’ah y la protección intelectual de la obra de Al-Mufid.

## Contenido
De acuerdo con Alí Nasiri, el libro fue escrito en seis fases:
1. Mencionó los problemas jurisprudenciales manteniendo la estructura de Al-Muqni’ah.
2. Describió las pruebas más allá de lo considerado tradicional. Estas pruebas son según al-Tusi el Corán, la Sunna y el consenso entre los académicos islámicos. También describió los tipos de pruebas del Corán, y estableció una división entre dos tipos de hadiz: mutawātir (متواتر, ampliamente narrado) y Ahād (احاد, narrado por un solo narrador ó todo aquel hadiz que no es mutawātir).
3. Aportó una narración para solucionar los problemas que pueden dar otras.
4. Revisó las narraciones contradictorias, que fue el objetivo principal de la obra. La mayor parte del libro consiste de la inspección de una narración y reforzarla o hacer su comprensión más clara partiendo de otra.
5. Describió la forma de rectificar las tradiciones contradictorias o polémicas.
6. Citó la narración con la intención de declarar su interpretación.

Los temas de la obra son los siguientes:
I. La pureza ritual en el Islam (en árabe: الطهارة, Al-Tahāra).
II: El salat.
III: El azaque.
IV: El ayuno.
V: La peregrinación.
VI: La guerra santa.
VII: Los juicios y los requisitos legales.
VIII: Las adquisiciones.
IX: El comercio.
X: El matrimonio islámico.
XI: El divorcio.
XII: La manumisión de esclavos.
XIII: Juramentos, votos y expiaciones.
XIV: La caza y la matanza ritual [del animal].
XV: Donaciones y limosnas.
XVI: El legado.
XVII: Reglas formales de la herencia.
XVIII: Castigos prescritos por la Revelación.
XIX:  Indemnizaciones por daño físico.
De acuerdo con la publicación de Náyaf, Tahdib al-Ahkam incluye 409 capítulos y 13988 narraciones, aunque según Mirza Husain Noori Tabarsi contiene 393 capítulos y 13590 narraciones. Esta variedad en la enumeración reside en un error al contar.